# Ratpert von St. Gallen
Ratpert von St. Gallen (* um 855; † 25. Oktober um 911 in St. Gallen) war ein mittellateinisch und althochdeutsch schreibender Gelehrter, Chronist und Dichter im Kloster St. Gallen.

## Leben
Ratpert kam wahrscheinlich schon als Kind durch Oblation ins Kloster St. Gallen. Er besuchte die innere St. Galler Klosterschule, deren Zöglinge für den Mönchsstand ausgebildet wurden, wohingegen die Schüler der äußeren Klosterschule für ihre spätere Aufgabe als weltliche Kleriker vorbereitet wurden. 
Zu seinen Mitschülern zählten in der inneren Schule seine mit ihm in inniger Verbindung stehenden späteren Mitkonventualen Notker Balbulus und Tuotilo sowie in der äußeren Schule, der in einem gewissen Konkurrenzverhältnis zu ihnen stehende spätere Bischof von Konstanz und Abt von St. Gallen Salomon III. Ihre Lehrer waren Iso und der Ire Moengal, der zusammen mit seinem Onkel Marcus, einem irischen Wanderbischof, als Pilger zur Grabstätte ihres Landsmanns Gallus gekommen war. Nachdem sein Onkel weiterzog, war Moengal in St. Gallen geblieben und ins Kloster eingetreten, wo er von den Mönchen nach seinem Onkel in Marcellus, der kleine Marcus, umbenannt wurde. 
Ratpert legte sein Mönchsgelübde um das Jahr 873 ab. Erstmals konkret zeitlich fassbar trat er als Schreiber einer Urkunde vom 29. Mai 876 in Erscheinung. Darauf war er selbst über lange Jahre Lehrer an der Klosterschule. Letztmalig ist er am 10. Februar 902 als Urkundenschreiber nachweisbar. Das genaue Todesjahr Ratperts ist nicht überliefert und wird von der neueren Forschung um das Jahr 911 angesetzt. Gesichert ist hingegen mit dem 25. Oktober das genaue Datum seines Todestages, da sein Name unter diesem Tag im St. Galler Totenbuch verzeichnet ist.

## Werk
Neben seinem Amt als St. Galler Schulmeister und seiner Tätigkeit als Urkundenschreiber widmete sich Ratpert dem Verfassen von Gedichten und einer Chronik über die Geschichte der Gallusabtei. Von seinen Gedichten sind heute die meisten nicht mehr erhalten. Zu seinem Œuvre zählen die Allerheiligenlitanei Ardua spes mundi („Erhabene Hoffnung, Du, für die Welt“), der Eucharistiegesang Laudes, omnipotens, ferimus („Lob, Du Allmächtiger, bringen wir“), ein althochdeutsches Galluslied und seine Klosterchronik Casus sancti Galli. Dieses Geschichtswerk wurde im 11. Jahrhundert von Ekkehard IV., der gleichfalls Leiter der St. Galler Klosterschule war, fortgesetzt. Ratperts ursprüngliche althochdeutsche Fassung seines Gallusliedes existiert heute nur noch in lateinischen Übersetzungen, welche ebenfalls aus der Feder Ekkehards IV. stammen.

## Ausgaben
- Ratperti casus s. Galli, hrsg. v. Gerold Meyer von Knonau (= St. Gallische Geschichtsquellen, Band 2 = Mitteilungen zur vaterländischen Geschichte, Band 13), St. Gallen 1872.
- Peter Osterwalder: Das althochdeutsche Galluslied Ratperts und seine lateinischen Übersetzungen durch Ekkehart IV.: Einordnung und kritische Edition (= Das Althochdeutsche von St. Gallen, Band 6), de Gruyter, Berlin 1982, ISBN 3-11-008720-0.
- Ratpert, St. Galler Klostergeschichte (Casus sancti Galli), hrsg. und übersetzt von Hannes Steiner (= Monumenta Germaniae Historica, Scriptores rerum Germanicarum in usum scholarum separatim editi, Band 75), Hahn, Hannover 2002, ISBN 3-7752-5475-7 (Digitalisat)